# Awaous melanocephalus
Awaous melanocephalus är en fiskart som först beskrevs av Pieter Bleeker, 1849.  Awaous melanocephalus ingår i släktet Awaous och familjen smörbultsfiskar. Inga underarter finns listade.